# Język ramopa
Język ramopa, także keriaka (a. kereaka) – język papuaski używany przez grupę ludności w prowincji Bougainville w Papui-Nowej Gwinei. Według danych z 2000 roku posługuje się nim 6 tys. osób.
Należy do rodziny języków północnej Bougainville. Większość z nich nie zostało dobrze opisanych. Tworzy samodzielną gałąź w ramach tej rodziny.
Jest nauczany w szkołach. W użyciu jest także tok pisin. Ma piśmiennictwo na bazie alfabetu łacińskiego.